# Luty 2006

## 2 lutego2006
- PiS, Samoobrona i LPR podpisały pakt stabilizacyjny. Akt podpisania paktu był transmitowany na żywo wyłącznie przez Telewizję Trwam oraz relacjonowany przez ojca Króla. W proteście pozostałe media odmówiły uczestnictwa w ponownym podpisaniu paktu, które później dla nich zainscenizowano. (gazeta.pl)
- Jeden z akcjonariuszy operatora GSM Polkomtela S.A., duński operator TDC poinformował o chęci sprzedaży swoich 19,61% udziałów pozostałym akcjonariuszom za 214,04 euro za sztukę. Następnego dnia swoje zainteresowanie wyraził brytyjski Vodafone, rozważenie opłacalności zakupu i uzgodnienie wspólnego stanowiska polskich akcjonariuszy zapowiedzieli wiceminister skarbu Piotr Rozwadowski i wiceprezes KGHM Andrzej Szczepek.

## 3 lutego2006
- W nocy z 2 na 3 lutego na Morzu Czerwonym zatonął egipski prom Al-Salam Boccaccio 98, z ok. 1400 osobami na pokładzie.
- Po trzyletniej przerwie wraca na polski rynek „Machina”, popkulturalny miesięcznik muzyczny.
- Następuje aktywacja wirusa Kamasutra, znanego też jako Nyxem.E.

## 4 lutego2006
- Szef polskiej dyplomacji Stefan Meller przeprosił „muzułmańskich wyznawców Mahometa"(!) za karykatury proroka przedrukowane przez Rzeczpospolitą. Wydrukowane oryginalnie pod koniec września karykatury wywołały oburzenie w islamskim świecie. W Syrii trwały zamieszki inspirowane przez władze, podpalono ambasady Danii (a przy tym sąsiednie Chile i Szwecji) oraz Norwegii.
- Wykluczony z PSL eurodeputowany Zdzisław Podkański zapowiedział utworzenie nowej partii pod szyldem PSL-u.
- 73 osoby zostały śmiertelnie stratowane i ponad 320 zostało rannych w wyniku wybuchu paniki na stadionie sportowym w aglomeracji Manili.

## 5 lutego2006
- W Kostaryce odbyły się wybory prezydenckie. Kandydatami z największym poparciem byli prezydent w latach 1986–1990, laureat Pokojowej Nagrody Nobla z 1987 roku, Oscar Arias Sanchez z Partii Wyzwolenia Narodowego (PLN) i Otton Solis z centrolewicowej Partii Działania Obywatelskiego. Wybory odbyły się w cieniu skandalu korupcyjnego z udziałem byłych prezydentów, Rafaela Angela Calderona (1990–1994) i Miguela Angela Rodrigueza (1998–2002) z prawicowej Partii Jedności Społeczno-Chrześcijańskiej (PUSC) oraz socjaldemokratów z PLN. (Wybory prezydenckie w Kostaryce w 2006 roku(inne języki)[1])

## 6 lutego2006
- Elżbieta Kruk, posłanka na Sejm RP z ramienia PiS, z wykształcenia historyk, została powołana przez prezydenta RP na stanowisko przewodniczącej Krajowej Rady Radiofonii i Telewizji. Było to dalszym ciągiem łamania obietnicy wyborczej PiS o niepowoływaniu posłów do Rady.

## 8 lutego2006
- Porozumienie w Trypolisie zakończyło półtoramiesięczny konflikt między Czadem a Sudanem

## 9 lutego2006
- W trakcie wizyty w Waszyngtonie Prezydent RP Lech Kaczyński spotkał się z Prezydentem USA George’em W. Bushem.
- Synod Generalny Biskupów Kościoła anglikańskiego poparł wniosek arcybiskupa Canterbury, Rowana Williamsa, o umożliwienie przyjęcia sakry biskupiej kobietom.

## 10 lutego2006
- Rozpoczęły się Zimowe Igrzyska Olimpijskie 2006 w Turynie. Znicz olimpijski zapaliła Stefania Belmondo.
- Tomasz Gudzowaty zajął trzecie miejsce w kategorii sport – reportaż w konkursie World Press Photo 2006
- Zmarł producent muzyczny James Dewitt Yancey

## 13 lutego2006
- Prezydent Lech Kaczyński w specjalnym orędziu ogłosił, że nie skróci kadencji Sejmu, popierając jednocześnie pakt stabilizacyjny PiS z LPR i Samoobroną.

## 15 lutego2006
- Wojciech Jasiński, przewodniczący sejmowej Komisji Finansów Publicznych, otrzymał od prezydenta Lecha Kaczyńskiego nominację na ministra skarbu.
- Urząd ds. Informatyzacji powstanie jesienią bieżącego roku – zapowiedział Ludwik Dorn, minister spraw wewnętrznych i administracji.

## 16 lutego2006
- Wobec protestów przeciwników René Préval został ogłoszony zwycięzcą wyborów prezydenckich na Haiti bez przeprowadzania drugiej rundy elekcji.
- Delegatem Watykanu przy Lidze Arabskiej i nuncjuszem w Egipcie został arcybiskup Michael Fitzgerald, dotychczasowy przewodniczący Papieskiej Rady ds. Dialogu Międzyreligijnego. Pojawiły się komentarze, że przeniesienie szefa jednej z ważniejszych dykasterii na placówkę dyplomatyczną było faktyczną degradacją. (Rzeczpospolita)

## 17 lutego2006
- Na Filipinach po osunięciu się zbocza góry zginęło około 200 osób, a 1500 jest zaginionych. (Rzeczpospolita, Gazeta.pl).

## 22 lutego2006
- Papież Benedykt XVI zapowiedział przyznanie godności kardynalskiej arcybiskupowi Stanisławowi Dziwiszowi.
- Polsko-egipska misja archeologiczna, pracująca w świątyni Hatszepsut w Deir el-Bahari, odkryła grobowiec dostojnika z VIII-VII wieku p.n.e.

## 23 lutego2006
- W nocy z 22 na 23 lutego 2006 zawaliła się hala targowa na Targowisku Basmannym w Moskwie. Zginęły 64 osoby a 32 zostały ranne. Najprawdopodobniej powodem była niewłaściwa eksploatacja budynku lub wada konstrukcyjna. (Gazeta.pl)